# カヘル・ハズラト
カヘル・ハズラト(Qaher Hazrat、1981年または1982年 - )は、アフガニスタンの自転車競技選手。14歳だった1996年に地雷を踏んで両足の膝から下を失っており、義足での生活を強いられて歩く度の激痛に悩まされた。その後NGOによる支援を受けて自転車選手となったほか、NGOによる配送サービスのメッセンジャーの仕事を勤め8人の家族を養っている。
彼は2004年のアテネパラリンピックの自転車競技におけるタイムトライアルCP3の種目に参加し、アフガニスタンから出場した最初のパラリンピック選手の一人となった。結果は出場選手14人中最下位の14位に終わった 。